# Grünwald
Grünwald is een plaats en gemeente in de Duitse deelstaat Beieren, en maakt deel uit van het Landkreis München en ligt boven het Isardal direct ten zuiden van de hoofdstad München. De gemeente
Grünwald telt 11.303 inwoners.
Vanwege de lage bedrijfsbelasting zijn er in Grünwald op papier maar liefst 7.000 bedrijven gevestigd. Bavaria Filmstadt in Geiselgasteig heeft bekendheid verworven als het "Beierse Hollywood" door Bavaria Film en is een veel bezochte attractie. 
Sinds 1910 heeft Grünwald een interlokale tramverbinding met München met een halte bij Bavaria. 

## Geboren
- Sophia Flörsch (2000), autocoureur

## Bekende bewoners
- Horst Janson (1935-2025), acteur
- Alice & Ellen Kessler (1936), zingende tweeling
- Arjen Robben (1984), Nederlands voormalig profvoetballer

## Fotogalerij

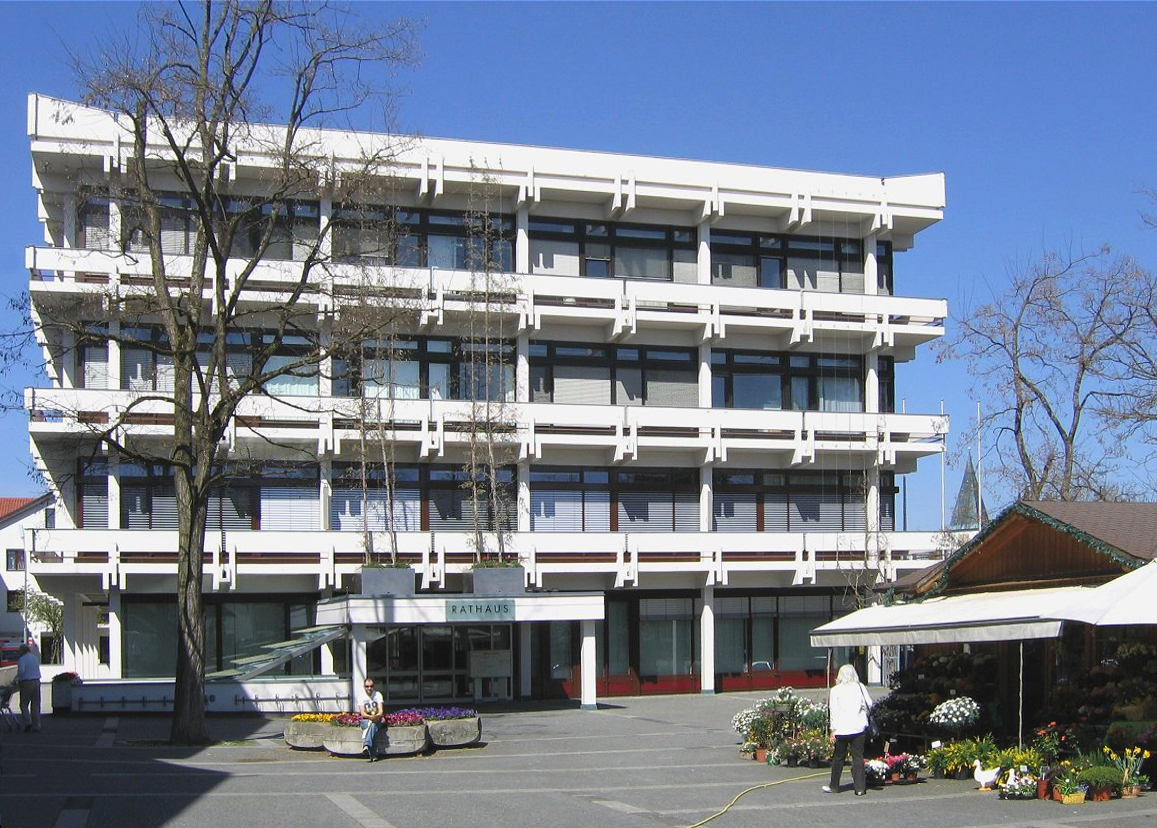
Raadhuis
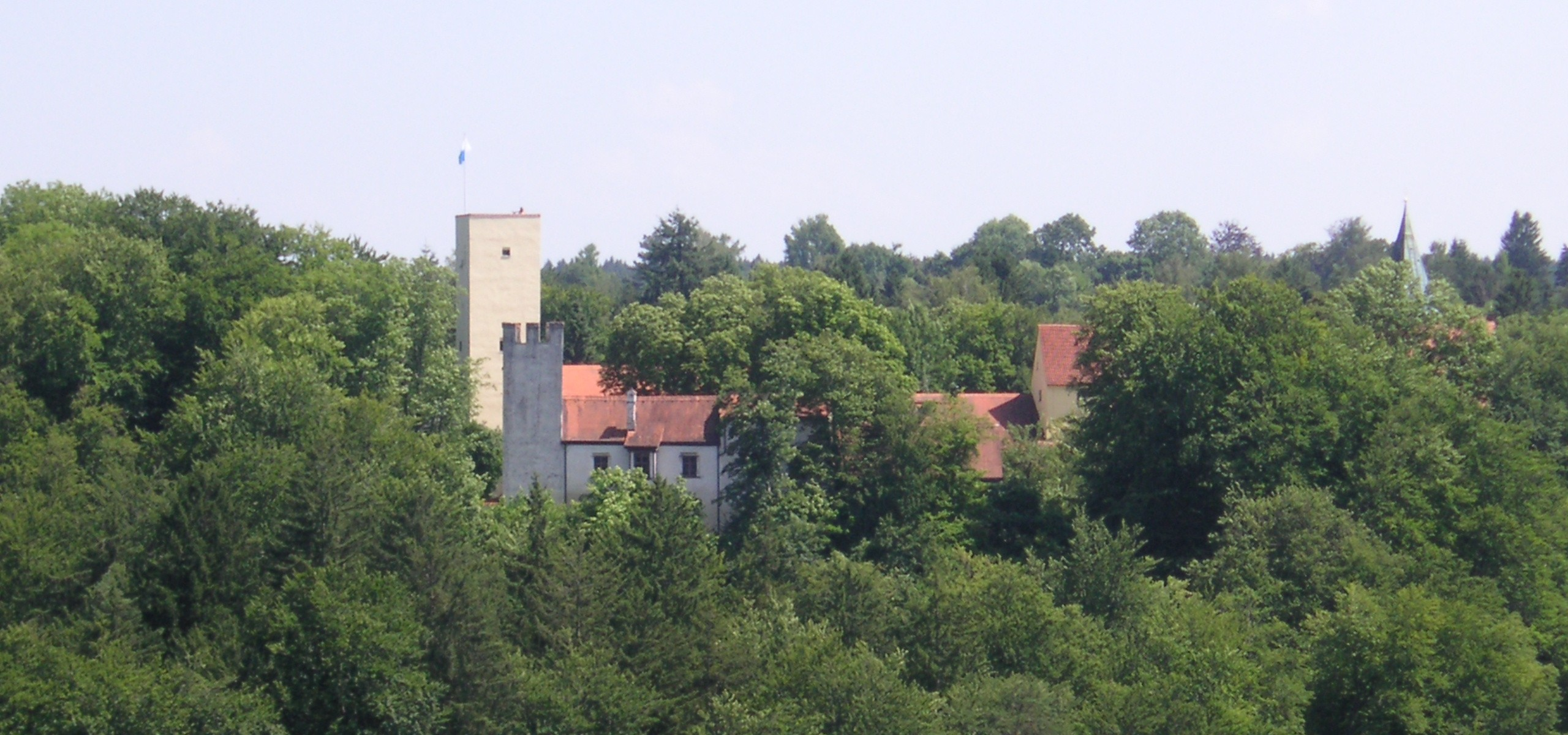
Kasteel
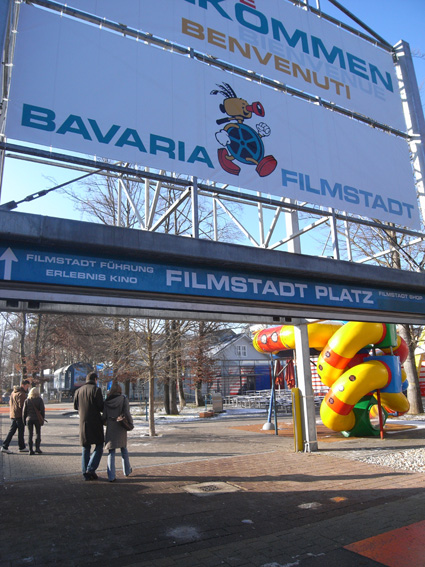
Bavaria Filmstadt
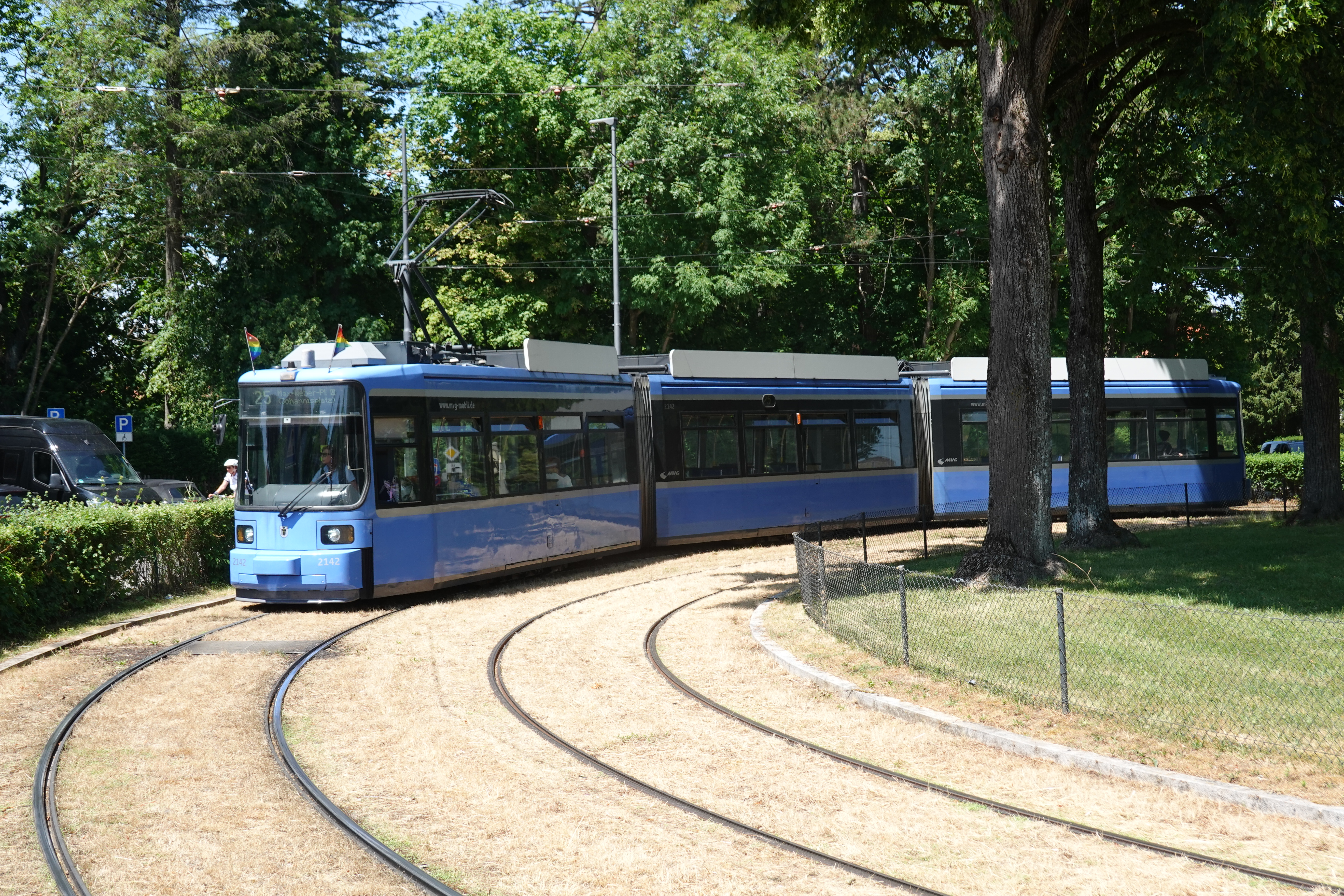
Tram van lijn 25

Aschheim ·
Aying ·
Baierbrunn ·
Brunnthal ·
Feldkirchen ·
Garching bei München ·
Gräfelfing ·
Grasbrunn ·
Grünwald ·
Haar ·
Hohenbrunn ·
Höhenkirchen-Siegertsbrunn ·
Ismaning ·
Kirchheim bei München ·
Neubiberg ·
Neuried ·
Oberhaching ·
Oberschleißheim ·
Ottobrunn ·
Planegg ·
Pullach im Isartal ·
Putzbrunn ·
Sauerlach ·
Schäftlarn ·
Straßlach-Dingharting ·
Taufkirchen ·
Unterföhring ·
Unterhaching ·
Unterschleißheim